# Ana Bešlić
Ana Bešlić (salaš Šara Pustara kod Bajmaka, 16. ožujka 1912. – Beograd, 28. siječnja 2008.) je bila kiparica iz Srbije, rodom iz obitelji Hrvata iz Bačke u autonomnoj pokrajini Vojvodini. Jedna je od hrvatskih velikanki u Vojvodini čiji su povijesni doprinosi veći od ovoga prostora. Zavod za kulturu vojvođanskih Hrvata 2012. godinu obilježava kao 100. obljetnicu rođenja kiparice Ane Bešlić. Osim nje, u tu grupu hrvatskih velikana iz Vojvodine čiju će obljetnicu ZKVH obilježiti su književnik i bibliograf Ivan Kujundžić, književnik i sakupljač narodne književnosti Balint Vujkov, književnik Ante Jakšić, franjevac Stjepan Beato Bukinac i pjesnik Ante Evetović Miroljub.

## Životopis
Rodila se na salašu Šara Pustara koji se nalazi kod bačkog gradića Bajmaka, koji se u to vrijeme nalazio u južnoj Ugarskoj, nedaleko od upravne granice s Hrvatskom, u Austro-Ugarskoj.
Školovala se u Zagrebu, Grazu i Beču, a svoje umjetničko znanje je razvila za školovanja na Akademiji likovnih umjetnosti u Beogradu 1949. godine.
Stilski je suvremene orijentacije.  Poslijediplomski je studij dovršila kod kipara Tome Rosandića, s kime je surađivala do 1955. godine.
Bila je jednom od najvažnijih predstavnica suvremenog kiparstva u Jugoslaviji i Srbiji. Pripadala je skupini umjetnika koji su od '50-ih postali istaknuti u umjetničkim krugovima po svojoj kiparskoj radoznalosti i pristupu koji je bio izvan strujanja, čime su bili začetnici promjene stila u jugoslavenskom kiparstvu. Ipak, unatoč tome, Ana Bešlić se bila usmjerila na izradu spomenika.
Ostavila je veliki trag u Subotici, obilježivši poslijeratni likovni život tog grad, ali i poslije, posebice na javnim prostorima. Osim Subotice, djela joj se nalaze u Šandoru, Bajmaku, Paliću i Tavankutu. Legat njenih kiparskih djela danas se nalazi u subotičkom Gradskom muzeju. Dio svojih radova je poklonila gradu Subotici (poprsje Blaška Rajića).
Zadnje godine svog života je provela u Beogradu, gdje je i umrla 2008.

## Radovi
Najpoznatije njene skulpture su Plamen, Majka i dijete, Talija, Slomljena krila (često fotografirane palićke lokacije), Majka i sin, Podravkin pijetao, Tina Turner, Blaško Rajić, Ivan Parčetić, Matko Vuković i ostale.

## Nagrade
Dobitnica je brojnih nagrada i priznanja za svoj rad, među ostalim i nagradu Pro Urbe 1997. godine.
O njoj je redatelj iz Subotice Rajko Ljubič 2005. snimio dokumentarni film.

## Vanjske poveznice
- (srp.) Skulpture Srbije[neaktivna poveznica] Ana Bešlić
- (mađ.) Magyar Szó online  Arhivirana inačica izvorne stranice od 4. veljače 2008. (Wayback Machine) Ana Bešlić szabadkai Pro Urbe díjas szobrászművész halálhírére
- (srp.) Suboticke.net U vremenu uspomena
- (srp.) B92  Arhivirana inačica izvorne stranice od 7. lipnja 2011. (Wayback Machine) Preminula vajarka Ana Bešlić
- (srp.) Muzej savremene umetnosti Vojvodine  Arhivirana inačica izvorne stranice od 15. listopada 2007. (Wayback Machine)